# Welfenstein
Welfenstein ist eine Burg in Südtirol zwischen Trens und Mauls in der Gemeinde Freienfeld. Sie befindet sich im Wipptal an der orographisch linken Seite des Eisack.

## Geschichte
Die Burg wurde zum Schutz der alten Brennerstraße errichtet. Dies war bereits in der Frühbronzezeit (um 1700 v. Chr.) ein Alpenübergang, später auch eine Römerstraße, wie aus den gefundenen Meilensteinen aus der Zeit des Kaisers Septimius Severus 193–211 n. Chr. hervorgeht. 
Welfenstein wurde erstmals 1271 urkundlich erwähnt. Zur Zeit der erstmaligen Erwähnung war die Anlage im Besitz des Otto Welf, der dem Geschlecht der Edlen von Welfsberg angehörte. Die de Welfenstaein waren Ministerialen von Graf Meinhard II. von Görz-Tirol. Nach dem Tod des Otto Welf († nach 1271) hat Meinhard II. das Lehen eingezogen und nicht mehr direkt weiter verliehen. Es folgte eine Zeit, in der mehrere Pfleger die Burghut übernahmen: 1302–1308 war der sogenannte Muesauge hier tätig, 1315–1338 der Sterzinger Richter Josef Volderer, der sich ab 1331 Laurentius de Welfenstein nannte. Wie aus den Raitbüchern des Haller Schatzamtes zu entnehmen ist, muss die Burg in dieser Zeit weiter ausgebaut worden sein. 1347 kam Welfenstein über die Heirat der Siguna, Tochter des Lorenz von Volders, an Ludwig von Raiffenstein. Nach dem Aussterben der Raiffensteiner folgten die Herren von Säben. Der letzte von ihnen war Oswald von Säben. 
Die nun heimgefallene Veste wurde von Herzog Sigmund zusammen mit Burg Reifenstein 1469 pfandweise und 1470 auf ewige zeitten an die Niederlassung des Deutschen Ordens in Sterzing gegeben. Der Orden nutzte die Burg aber nur etwa 40 Jahre und gab sie dann zugunsten von Burg Reifenstein auf. Um 1600 war Welfenstein bereits Ruine, dass Marx Sittich von Wolkenstein sie als „ain alt zerfallens Burgstall“ bezeichnete. Im 18. Jahrhundert war das Gemäuer so zerfallen, dass man es auch als Baumaterialquelle verwendete. 
1809 gelangte die Anlage im Zuge der Säkularisation an die Familie Stafler in Mauls. 1893 kaufte der Innsbrucker Maler Edgar Meyer, Gründer des deutschnationalen Tiroler Volksbundes, die Ruine dem Johann Stafler, Gastwirt zu Mauls, ab. 1893–1897 wurde von Edgar Meyer hier ein fast neues Schloss errichtet, welches den romantischen Vorstellungen der damaligen Zeit entsprach. Zur Zeit des Kaufes waren von der Burg der Hauptturm mit einer Seitenlänge von etwa 10 m und einer Mauerstärke von 2,5 m aus dem 13. Jahrhundert und ein aus dem 14. Jahrhundert stammender Wohnbau, der die West- und Südseite des Turms umschloss, erhalten. Diese Gebäudeteile wurden in den Wiederaufbau einbezogen. Neu angefügt wurde ein runder Treppenturm, der den Turm mit dem Wohngebäude verbindet. An der Nordseite wurden eine Kapelle sowie ein Terrassenanbau errichtet. Dem Turm wurde ein drittes halbkreisförmiges Stockwerk aufgesetzt, das nach Süden hin durch eine Reihe rundbogiger Fenster Licht bekam. Hier richtete Meyer sein Atelier ein. In der Mitte des Bauwerks wurde ein rechteckiger Turm errichtet, der das Gebäude um drei Stockwerke überragt. Das Gebäude wurde durch Altane, Zinnen bewehrte Nebengebäude und eine Fassadenmalerei ausgestaltet. Die Anlage wurde durch eine umlaufende Mauer neu eingefasst, wobei Teile der alten Mauer verwendet wurden. Unterhalb wurden Terrassenanlagen mit Balustraden und Aussichtstürmchen angelegt. Am 12. August 1906 veranstaltete Meyer auf Welfenstein ein Volksbundfest sowie am 12. September 1909 ein großes Parkfest des Bundes unter dem Motto „Wehr' Dich, Deutscher Michel!“.
Im Zuge der Besetzung Südtirols durch italienische Truppen wurde die Burg vom 18. auf den 19. November 1918 niedergebrannt, viele Kunstgegenstände sind dabei vernichtet worden. Edgar Meyer hatte als Vertreter des Tiroler Volksbundes vor dem Ersten Weltkrieg öffentlich gegen die italienischen Ansprüche auf Tirol Stellung bezogen. Die Ruine wurde 1921 vom italienischen Staat beschlagnahmt und 1929 durch das Finanzministerium an das staatliche, italienische Frontkämpferwerk Opera Nazionale per i Combattenti verkauft. Diese verkaufte die Anlage 1939 an Carlo Viesi. Letzterer ließ drei Nebengebäude, das Torhaus, die alte Remise sowie den sogenannten Torbau einigermaßen wiederherstellen. 1957 vererbte Carlo Viesi die Burg an seine Witwe. Zwei angebliche weitere Zwischenbesitzer (Mulder van Stellendam, Hans Keller) sind nicht im Grundbuch eingetragen. 

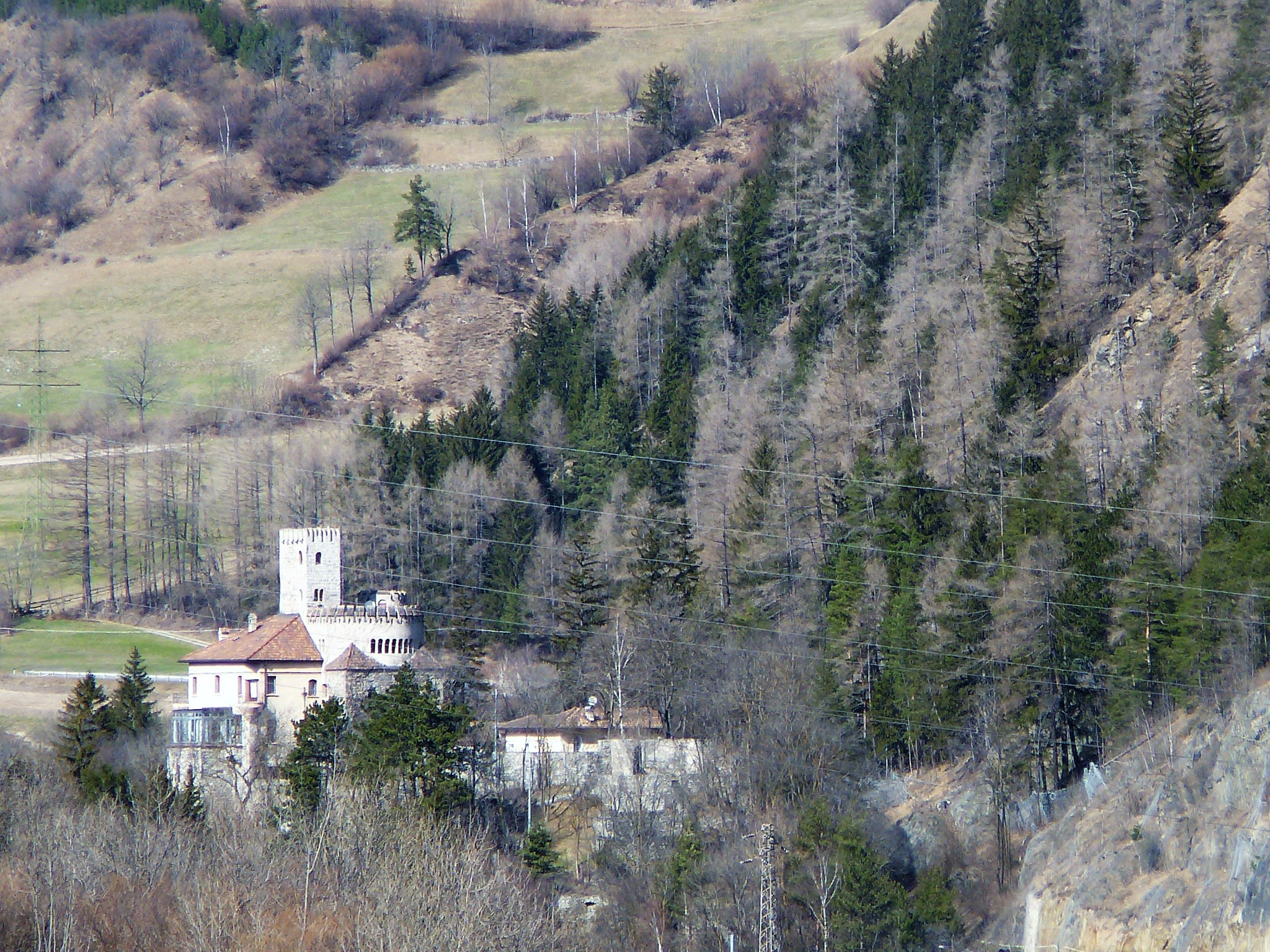
Burg Welfenstein heute

## Welfenstein heute
1962 kaufte Eberhard Edward, ein Enkel Edgar Meyers aus dessen erster Ehe, das verfallene Zierschloss. Dieser ließ zuerst die ausgebauten Nebenhäuser wieder bewohnbar machen, die unter Vandalismus stark gelitten hatten. Auf Anregung durch Maulser Handwerker wurden auch wieder ein Dach aufgesetzt und Geschossdecken eingezogen. Von den vielen Ziertürmchen aus der Zeit der Burgenromantik ist nur ein kleiner Turm in der Nordostecke der Umfassungsmauer erhalten geblieben. Durch diese sparsamen Erhaltungsmaßnahmen hat sich die Anlage nur in Ansätzen ihrer ursprünglichen Form (Turm mit Wohngebäude) angenähert.